# Agnathinae
Agnathinae es un pequeño grupo perteneciente a la familia de escarabajos cardinales. Las larvas viven como depredadores bajo la corteza de los árboles muertos.

## Descripción
Son escarabajos pequeños (4-6 milímetros), oblongos, de color marrón a negro marrón, las coberteras pueden tener marcas de escamas claras. La cabeza tiene ojos pequeños y facetados que sobresalen, las antenas son de longitud media con una maza de tres articulaciones débilmente implantada o filamentosa. El pronoto es considerablemente más largo que ancho, puede estar muy estrecho en el centro (en forma de reloj de arena). Las coberteras son redondeadas, las patas delgadas y de longitud media.

## Estilo de vida
Los escarabajos adultos suelen encontrarse corriendo sobre troncos de árboles muertos. Probablemente sean depredadores que se alimentan de insectos que habitan en la madera, en particular de la subfamilia de escarabajos de corteza.

## División sistemática
El grupo ha sido ubicado en varias familias de escarabajos diferentes en el pasado, incluidas Anthicidae y Pythidae.
- El orden de los escarabajos, Coleoptera.
  - Suborden Polyphaga
    - El grupo (infraorden) Cucujiformia
      - Superfamilia Heterómeros, Tenebrionoidea Latreille, 1802
        - Escarabajos cardenales de la familia, Pyrochroidae Latreille, 1807
          - Subfamilia Agnathinae Lacordaire, 1859
            - Género Agnathus Germar, 1825 - 2 especies
              - Agnathus decoratus (Germar, 1818) : muy extendido en Europa central y oriental
              - Agnathus secundus Jelínek & Kubáň, 2009 [1] - montañas de Yunnan, China

            - Género Cononotus LeConte, 1862 - América del Norte
              - Cononotus bryanti Van Dyke, 1939
              - Cononotus lanchesteri Van Dyke, 1939
              - Cononotus macer Cuerno, 1868
              - Cononotus punctatus LeConte, 1851
              - Cononotus sericans LeConte, 1851
              - Cononotus substriatus Van Dyke, 1928